# کشاورزی سلولی
کشاورزی سلولی (انگلیسی: Cellular agriculture) بر تولید محصولات کشاورزی از طریق کشت سلولی متمرکز است و با استفاده از ترکیبی از زیست‌فناوری، مهندسی بافت، زیست‌شناسی مولکولی و زیست‌شناسی مصنوعی روش‌های جدیدی را برای تولید پروتئین‌ها، چربی‌ها و بافت‌هایی که در غیر این صورت از کشاورزی سنتی به دست می‌آیند، توسعه می‌دهد.
بیشتر فعالیت‌های این صنعت بر تولید محصولات حیوانی مانند گوشت، شیر و تخم‌مرغ از طریق کشت سلولی به‌جای پرورش و کشتار دام متمرکز است؛ فرایندی که با مشکلات گسترده‌ای در سطح جهانی مانند پیامدهای زیست‌محیطی کشاورزی (مانند پیامد زیست‌محیطی تولید گوشت)، رفاه جانوران، امنیت غذایی و تندرستی همراه است.
کشاورزی سلولی شاخه‌ای از اقتصاد زیستی محسوب می‌شود. شناخته‌شده‌ترین مفهوم در این زمینه گوشت درون‌کشتگاهی است.

## تاریخچه
اگرچه کشاورزی سلولی یک حوزه علمی نوظهور است، اما محصولات آن نخستین بار در اواخر قرن بیستم با تولید انسولین و پنیرمایه تجاری‌سازی شدند.
در ۲۴ مارس ۱۹۹۰، سازمان غذا و داروی آمریکا (FDA) یک باکتری مهندسی‌شده ژنتیکی را که قادر به تولید پنیرمایه بود، تأیید کرد و این محصول به نخستین فرآورده مهندسی ژنتیکی برای مصارف غذایی تبدیل شد. پنیرمایه ترکیبی از آنزیم‌هایی است که در فرایند تولید پنیر، شیر را به کشک و آب پنیر تبدیل می‌کند. به‌طور سنتی، پنیرمایه از پوشش داخلی معده چهارم گوساله‌ها استخراج می‌شد، اما امروزه در تولید پنیر از آنزیم‌های پنیرمایه‌ای که توسط باکتری‌ها، قارچ‌ها یا مخمرهای مهندسی‌شده ژنتیکی تولید می‌شوند، استفاده می‌شود، زیرا این فرآورده‌ها از نظر ترکیب پایدارتر، مقرون‌به‌صرفه‌تر و از نظر کیفیت یکنواخت‌تر از پنیرمایه حیوانی هستند.
در سال ۲۰۰۴، جیسون گاوریک مثنی، سازمان نیو هاروست (New Harvest) را تأسیس کرد که مأموریت آن «تسریع پیشرفت‌های کشاورزی سلولی» است. نیو هاروست تنها سازمانی است که به‌طور انحصاری بر توسعه کشاورزی سلولی تمرکز دارد و اولین تأمین مالی برای دوره دکتری در این حوزه را در دانشگاه تافتس فراهم کرد.
تا سال ۲۰۱۴، شتاب‌دهنده زیست‌شناسی مصنوعی IndieBio در سان فرانسیسکو میزبان چندین استارت‌آپ فعال در زمینه کشاورزی سلولی بود که شامل Muufri (تولید شیر از طریق کشت سلولی، که بعدها به Perfect Day Foods تغییر نام داد)، The EVERY Company (تولید سفیده تخم‌مرغ با استفاده از کشت سلولی)، Gelzen (تولید ژلاتین از طریق مهندسی باکتری‌ها و مخمرها که بعدها به Geltor تغییر یافت)، Afineur (تولید دانه‌های قهوه کشت‌شده) و Pembient (تولید شاخ کرگدن مصنوعی) می‌شد. شرکت‌های Muufri و The EVERY Company در ابتدا با حمایت مالی نیو هاروست فعالیت خود را آغاز کردند.
در سال ۲۰۱۵، سازمان شفقت برای حیوانات اقدام به تأسیس مؤسسه غذای خوب (The Good Food Institute) کرد که ترویج کشاورزی گیاهی و کشاورزی سلولی را بر عهده دارد.
همچنین در سال ۲۰۱۵، ایشا داتار اصطلاح «کشاورزی سلولی» (که اغلب به اختصار Cell Ag نامیده می‌شود) را در یکی از گروه‌های فیسبوک نیو هاروست مطرح کرد.
در ۱۳ ژوئیه ۲۰۱۶، نیو هاروست نخستین کنفرانس بین‌المللی کشاورزی سلولی را در سان فرانسیسکو، کالیفرنیا برگزار کرد. یک روز پس از این کنفرانس، نیو هاروست اولین کارگاه غیرعلنی را با حضور ذی‌نفعان صنعتی، دانشگاهی و دولتی در حوزه کشاورزی سلولی برگزار کرد.

## کاربردها
درحالی‌که بیشتر بحث‌ها پیرامون کاربردهای غذایی، به‌ویژه گوشت درون‌کشتگاهی متمرکز بوده است، کشاورزی سلولی می‌تواند برای تولید هرگونه محصول کشاورزی به کار رود، از جمله محصولاتی که در وهله نخست هیچ‌گاه به حیوانات وابسته نبوده‌اند؛ مانند Ginkgo Bioworks که در زمینه تولید عطر فعالیت می‌کند.

### گوشت
گوشت درون‌کشتگاهی (که با نام‌های دیگری نیز شناخته می‌شود) گونه‌ای از گوشت است که از طریق برون‌تنی کشت سلولی سلول‌های حیوانی تولید می‌شود. این روش که یکی از زیرمجموعه‌های کشاورزی سلولی است، در پاسخ به افزایش تقاضا برای پروتئین‌ها در رژیم غذایی بررسی شده است.
گوشت درون‌کشتگاهی با استفاده از فناوری مهندسی بافت، که در پزشکی ترمیمی به کار می‌رود، تولید می‌شود. ایده گوشت درون‌کشتگاهی در دهه ۲۰۰۰ میلادی توسط جیسون متنی مطرح شد؛ او پس از تألیف مقاله‌ای در زمینه تولید این نوع گوشت، نیو هاروست را به‌عنوان نخستین سازمان غیرانتفاعی جهان در زمینه تحقیق و توسعه گوشت درون‌کشتگاهی بنیان نهاد.

گوشت درون‌کشتگاهی می‌تواند راه‌حلی برای برخی از چالش‌های جهانی، همچون پیامد زیست‌محیطی تولید گوشت، رفاه جانوران، امنیت غذایی و سلامت انسان باشد. همچنین، این فناوری می‌تواند در کاهش تغییر اقلیم نقش داشته باشد.
در سال ۲۰۱۳،  مارک پست از دانشگاه ماستریخت، با تولید نخستین همبرگری که مستقیماً از سلول‌ها رشد داده شد، اثبات مفهومی برای گوشت کشت‌شده ارائه کرد. از آن زمان، نمونه‌های اولیه دیگری از گوشت کشت‌شده مورد توجه رسانه‌ها قرار گرفته‌اند. شرکت SuperMeat یک رستوران از مزرعه تا سفره به نام The Chicken را در تل‌آویو افتتاح کرد تا واکنش مصرف‌کنندگان را نسبت به برگر مرغ کشت‌شده خود بیازماید. همچنین، «نخستین فروش تجاری گوشت کشت‌شده» در دسامبر ۲۰۲۰ در رستوران «۱۸۸۰» سنگاپور انجام شد، جایی که گوشت کشت‌شده تولیدی شرکت Eat Just از ایالات متحده آمریکا عرضه گردید.
در حالی که بیشتر تلاش‌ها در این زمینه بر روی گوشت‌های رایج مانند گوشت گاو، خوک و مرغ که بخش عمده‌ای از مصرف در کشورهای توسعه‌یافته را تشکیل می‌دهند، متمرکز است، برخی شرکت‌های نوپا مانند Orbillion Bio بر تولید گوشت‌های خاص و گران‌بها مانند گوشت گوزن شمالی، بره، گاومیش کوهان‌دار آمریکایی و نژاد باارزش «واگیو» تمرکز کرده‌اند. شرکت Avant Meats نیز ماهی گروپر کشت‌شده را به بازار عرضه کرده است، در حالی که دیگر شرکت‌ها به دنبال پرورش گونه‌های متنوعی از ماهی و غذاهای دریایی هستند.

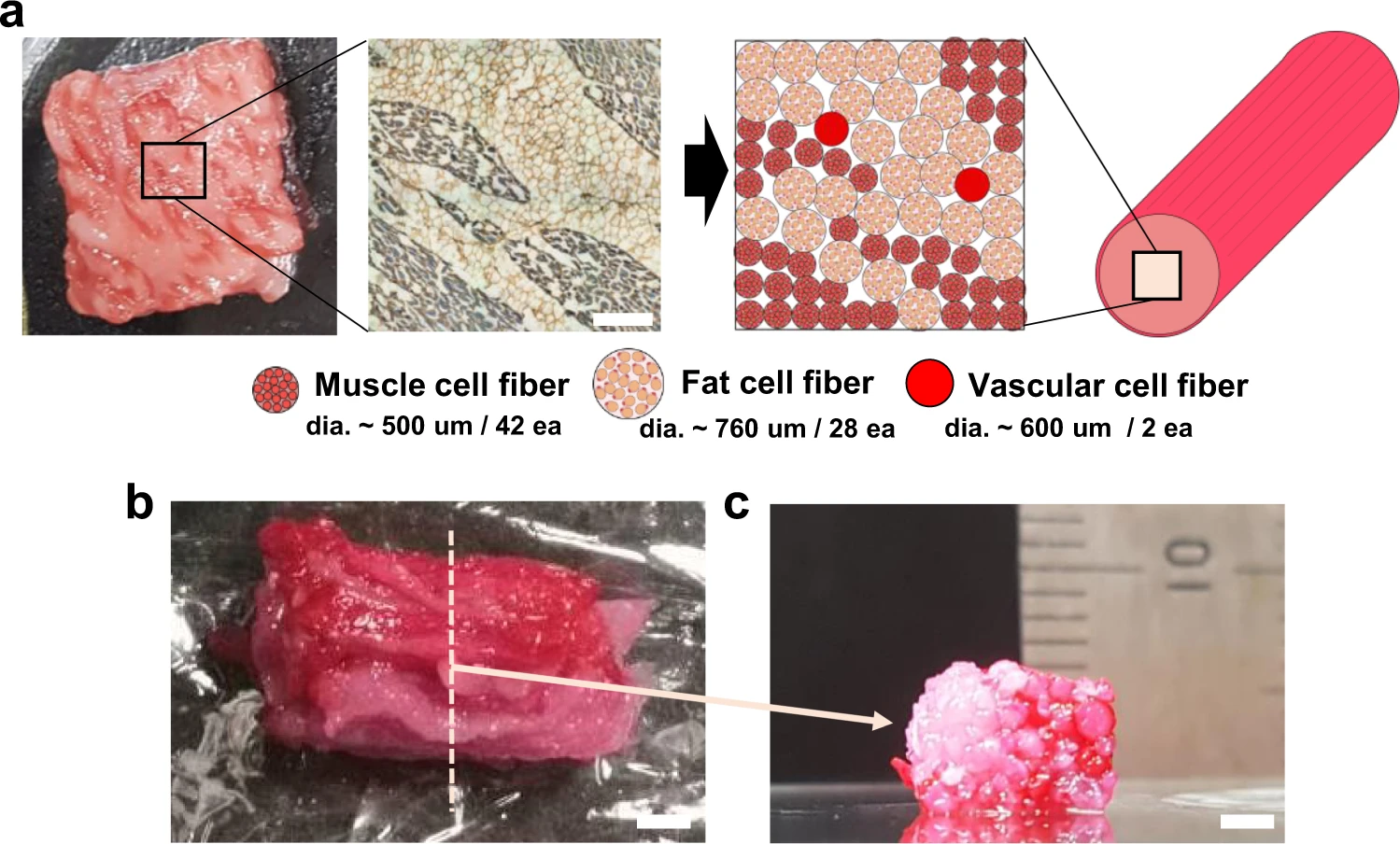
در سال ۲۰۲۱، پژوهشگران یک روش زیست‌چاپ برای تولید گوشت درون‌کشتگاهی مشابه استیک ارائه کردند.

فرایند تولید گوشت کشت‌شده به‌طور مداوم در حال تکامل است و توسط شرکت‌های مختلف و مؤسسات تحقیق و توسعه هدایت می‌شود. کاربردهای این فناوری بحث‌های گسترده‌ای در زمینه‌های اخلاق خوردن گوشت، گوشت، فرهنگ و اقتصاد به همراه داشته است.
از نظر بازار آزاد، داده‌های منتشرشده توسط سازمان مردم‌نهاد Good Food Institute نشان می‌دهد که در سال ۲۰۲۱، شرکت‌های فعال در زمینه گوشت کشت‌شده تنها در اروپا ۱۴۰ میلیون دلار سرمایه جذب کرده‌اند.
در حال حاضر، گوشت کشت‌شده تنها در رویدادهای خاص و برخی رستوران‌های لوکس سرو می‌شود و تولید انبوه آن هنوز آغاز نشده است.
در سال ۲۰۲۰، نخستین تأییدیه قانونی برای محصول گوشت درون‌کشتگاهی توسط دولت سنگاپور صادر شد. این گوشت مرغ در یک بیورآکتور در محلولی از اسیدهای آمینه، شکر و نمک رشد یافته بود. محصولات غذایی ناگت مرغ این شرکت تقریباً ۷۰٪ گوشت درون‌کشتگاهی دارند، در حالی که بقیه ترکیب آن از پروتئین ماش و سایر مواد تشکیل شده است. این شرکت متعهد شد که برای دستیابی به برابری قیمتی با سروهای مرغ «رستورانی» سطح بالا تلاش کند.

### لبنیات
- Perfect Day یک استارتاپ مستقر در سان‌فرانسیسکو است که کار خود را به عنوان پروژهٔ لبنیات نیو هاروست آغاز کرد و در سال ۲۰۱۴ توسط IndieBio پرورش یافت. Perfect Day به جای گاو، از مخمر برای تولید لبنیات استفاده می‌کند.[۳۷][۳۸] این شرکت در اوت ۲۰۱۶ نام خود را از Muufri به Perfect Day تغییر داد.[۳۹]
- New Culture یک استارتاپ مستقر در سان‌فرانسیسکو است که در سال ۲۰۱۹ توسط IndieBio پرورش یافت.[۴۰] New Culture موتزارلا را با استفاده از کازئین (پروتئین لبنی) تولیدشده توسط میکروب‌ها، به جای گاو، تولید می‌کند.[۴۱][۴۲][۴۳]
- Real Vegan Cheese، مستقر در منطقهٔ خلیج سان‌فرانسیسکو، یک مجموعهٔ غیرانتفاعی و علم باز است که در دو آزمایشگاه اجتماعی فعالیت دارد و در سال ۲۰۱۴ از دل آی‌جی‌ای‌ام شکل گرفت.[۴۴] Real Vegan Cheese در حال تولید پنیر با استفاده از کازئین (پروتئین لبنی) ساخته‌شده توسط میکروب‌ها، به جای گاو، است.[۴۵][۴۶][۴۷][۴۸]
- Formo، مستقر در آلمان، یک استارتاپ است که محصولات لبنی را با استفاده از تخمیر صنعتی میکروبی تولید می‌کند.[۴۹]
- Imagindairy، مستقر در اسرائیل، استارتاپی است که در تلاش است تا پروتئین‌های شیر را از طریق مخمرهای زیست‌مهندسی‌شده تولید کند.[۵۰][۵۱] در سال ۲۰۲۴ این شرکت تأییدیهٔ FDA و وزارت بهداشت اسرائیل را برای محصولات خود دریافت کرد.[۵۲]

### تخم‌مرغ
The EVERY Company یک استارتاپ مستقر در سانفرانسیسکو است که به‌عنوان پروژه تخم‌مرغ نیو هاروست آغاز به کار کرده و در سال ۲۰۱۵ توسط IndieBio حمایت شد. این شرکت سفیده تخم‌مرغ را از مخمر تولید می‌کند، نه از تخم‌مرغ.

### ژلاتین
ژلاتور (Geltor) یک استارتاپ مستقر در سانفرانسیسکو است که در سال ۲۰۱۵ توسط IndieBio حمایت شد. ژلاتور در حال توسعه یک پلتفرم تولید پروتئین اختصاصی است که از باکتری‌ها و مخمرها برای تولید ژلاتین استفاده می‌کند.

### قهوه
در سال ۲۰۲۱، رسانه‌ها گزارش دادند که اولین محصولات قهوه مصنوعی توسط دو شرکت بیوتکنولوژی ایجاد شده است که هنوز در انتظار تأیید مقررات برای تجاری‌سازی در آینده نزدیک هستند. این محصولات که می‌توانند از طریق کشاورزی سلولی در بیورآکتورها تولید شوند و برای آن‌ها چندین تحقیق و توسعه تأمین مالی قابل توجهی کسب کرده است، ممکن است تأثیرات، ترکیب و طعم مشابه با محصولات طبیعی داشته باشند اما به میزان کمتری آب مصرف کرده، کمتر تولید کربن می‌کنند، نیاز به نیروی کار کمتری دارند و باعث تخریب محیط زیست نمی‌شوند. قهوه سلولی رویکردی بسیار رادیکال‌تر به چالش‌های متعدد قهوه سنتی است. در حالی که این قهوه ۱۰۰٪ قهوه است، قهوه سلولی در آزمایشگاه از سلول‌های قهوه پرورش می‌یابد تا پس از خشک شدن، پودری تولید کند که می‌تواند بو داده شده و عصاره‌گیری شود.

### خون خرچنگ نعل‌اسبی
Sothic Bioscience یک استارتاپ مستقر در کراک است که در سال ۲۰۱۵ توسط IndieBio حمایت شد. Sothic Bioscience در حال ایجاد یک پلتفرم برای تولید بیوسنتتیک خون خرچنگ یقه‌دار است. خون خرچنگ یقه‌دار حاوی Limulus Amebocyte Lysate (LAL) است که استاندارد طلایی برای اعتبارسنجی تجهیزات پزشکی و داروها می‌باشد.

### ماهی
کشاورزی سلولی می‌تواند برای خوراک ماهی تجاری مورد استفاده قرار گیرد. Finless Foods در حال کار بر روی توسعه و تولید انبوه محصولات غذایی حیوانات دریایی است.
Wild Type یک استارتاپ مستقر در سانفرانسیسکو است که بر روی ایجاد گوشت پرورش‌یافته برای مقابله با چالش‌هایی همچون تغییرات اقلیمی، امنیت غذایی و بهداشت تمرکز دارد.

### عطرها
Ginkgo Bioworks یک شرکت طراحی ارگانیسم مستقر در بوستون است که در زمینه پرورش عطرها و طراحی میکروب‌های سفارشی فعالیت می‌کند.